# Campeonato Argentino de Mayores 2017
El Campeonato Argentino de Mayores de 2017 fue la septuagésimo-tercera edición del torneo de uniones regionales organizado por la Unión Argentina de Rugby. El torneo se llevó a cabo entre el 3 de noviembre y el 16 de diciembre de 2017.
La Unión de Rugby de Buenos Aires se quedó con el torneo de forma invicta por tercer año consecutivo, consiguiendo una racha de 16 partidos sin derrotas. La coronación se dio en la última fecha cuando las Águilas derrotaron 25-20 a la Unión de Rugby de Cuyo,  consiguiendo una ventaja inalcanzable para sus perseguidores, la Unión de Rugby de Tucumán. El tucumano Tomás Albornoz fue el goleador del certamen con 59 tantos, mientras que Lucas Mensa (Buenos Aires) y Lucas Cartier (Tucumán) fueron los tryman del torneo, con seis conquistas cada uno.
Un mes antes del comienzo del torneo, el Consejo Directivo de la Unión Argentina de Rugby resolvió por unanimidad suspender la realización del Campeonato Argentino de Mayores de 2018 en los niveles Zona Campeonato, Zona Ascenso A y Zona Ascenso B con el objetivo de darle prioridad a las competencias de clubes. La Zona Desarrollo "Súper 9" se mantuvo en la temporada 2018, la cual pasó a ser conocida como el Select 12. En 2018, la UAR extendió la suspensión del torneo hasta la temporada 2021 y, posteriormente, de forma indefinida.

## Equipos participantes
Durante esta edición, los veintisiete equipos fueron divididos en cuatro niveles: Zona Campeonato, Zona Ascenso A, Zona Ascenso B y Zona Desarrollo (Súper 9).
| División                            | Equipo              | Unión                                                |
| ----------------------------------- | ------------------- | ---------------------------------------------------- |
| Zona Campeonato 6 equipos           | Buenos Aires        | Unión de Rugby de Buenos Aires                       |
| Zona Campeonato 6 equipos           | Córdoba             | Unión Cordobesa de Rugby                             |
| Zona Campeonato 6 equipos           | Cuyo                | Unión de Rugby de Cuyo                               |
| Zona Campeonato 6 equipos           | Rosario             | Unión de Rugby de Rosario                            |
| Zona Campeonato 6 equipos           | Salta               | Unión de Rugby de Salta                              |
| Zona Campeonato 6 equipos           | Tucumán             | Unión de Rugby de Tucumán                            |
| Zona Ascenso A 6 equipos            | Entre Ríos          | Unión Entrerriana de Rugby                           |
| Zona Ascenso A 6 equipos            | Mar del Plata       | Unión de Rugby de Mar del Plata                      |
| Zona Ascenso A 6 equipos            | Nordeste            | Unión de Rugby del Nordeste                          |
| Zona Ascenso A 6 equipos            | Santa Fe            | Unión Santafesina de Rugby                           |
| Zona Ascenso A 6 equipos            | Sur                 | Unión de Rugby del Sur                               |
| Zona Ascenso A 6 equipos            | Uruguay XV          | Unión de Rugby del Uruguay                           |
| Zona Ascenso B 6 equipos            | Alto Valle          | Unión de Rugby del Alto Valle de Río Negro y Neuquén |
| Zona Ascenso B 6 equipos            | Austral             | Unión de Rugby Austral                               |
| Zona Ascenso B 6 equipos            | Chubut              | Unión de Rugby del Valle del Chubut                  |
| Zona Ascenso B 6 equipos            | Oeste               | Unión de Rugby del Oeste de Buenos Aires             |
| Zona Ascenso B 6 equipos            | San Juan            | Unión Sanjuanina de Rugby                            |
| Zona Ascenso B 6 equipos            | Santiago del Estero | Unión Santiagueña de Rugby                           |
| Súper 9 (Zona Desarrollo) 9 equipos | Andina              | Unión Andina de Rugby                                |
| Súper 9 (Zona Desarrollo) 9 equipos | Formosa             | Unión de Rugby de Formosa                            |
| Súper 9 (Zona Desarrollo) 9 equipos | Jujuy               | Unión Jujeña de Rugby                                |
| Súper 9 (Zona Desarrollo) 9 equipos | Lagos del Sur       | Unión de Rugby de los Lagos del Sur                  |
| Súper 9 (Zona Desarrollo) 9 equipos | Misiones            | Unión de Rugby de Misiones                           |
| Súper 9 (Zona Desarrollo) 9 equipos | Paraguay            | Unión de Rugby del Paraguay                          |
| Súper 9 (Zona Desarrollo) 9 equipos | San Luis            | Unión de Rugby San Luis                              |
| Súper 9 (Zona Desarrollo) 9 equipos | Santa Cruz          | Unión Santacruceña de Rugby                          |
| Súper 9 (Zona Desarrollo) 9 equipos | Tierra del Fuego    | Unión de Rugby de Tierra del Fuego                   |

En cursiva los seleccionados internacionales invitados.

## Formato
Los veintisiete equipos fueron divididos en cuatro niveles: Zona Campeonato, Zona Ascenso A, Zona Ascenso B y Zona Desarrollo (Súper 9). Los primeros tres niveles estuvieron compuestos por seis equipos cada uno, mientras que la Zona Desarrollo contó con nueve equipos. A pesar de estar confirmada la suspensión del torneo en la temporada 2018, los ascensos y descensos de esta temporada fueron delineados y determinados de manera normal, incluyendo los partidos por la permanencia.
Zona Campeonato, Ascenso A y Ascenso B
Los tres primeros niveles del torneo (Campeonato, Ascenso A y Ascenso B) se disputaron bajo el mismo formato: los seis equipos se enfrentaron bajo el sistema de todos contra todos a una sola ronda en cinco fechas y alternando encuentros de local y visitante. Se otorgaron 4 puntos por partido ganado, 2 por partido empatado y 0 por partido perdido. Se otorgó 1 punto bonus ofensivo en el caso de marcar tres tries o más que el oponente y 1 punto bonus defensivo en el caso de perder por siete puntos de diferencia o menos. Al cabo de las cinco fechas, se determinan las clasificaciones finales.
- El equipo ganador de la Zona Campeonato se consagra campeón del torneo.
- El último de la Zona Campeonato disputa un partido con el ganador de la Zona Ascenso A por un lugar en la Zona Campeonato de la siguiente edición.
- El último de la Zona Ascenso A disputa un partido con el ganador de la Zona Ascenso B por un lugar en la Zona Ascenso A de la siguiente edición.
- El último de la Zona Ascenso B desciende de forma directa a la Zona Desarrollo (Súper 9) de la siguiente edición.

Zona Desarrollo (Súper 9)
La Zona Desarrollo estuvo compuesta por nueve equipos y se disputó bajo el formato concentrado en una sede única. Los nueve equipos fueron divididos en tres zonas de tres equipos cada una que se resolvieron a través del sistema de todos contra todos a una sola ronda y determinaron su clasificación a la fase final: los 1.° clasifican a la Copa de Oro, los 2.° a la Copa de Plata y los 3.° a la Copa de Bronce. En la fase final, las copas se resolvieron bajo el mismo formato que la primera fase, con el ganador de la Copa de Oro ascendiendo de forma directa a la Zona Ascenso B de la siguiente edición.

## Zona Campeonato
| Pos. | Equipos      | Partidos | Partidos | Partidos | Tantos | Tantos | Tantos | Pts. |
| Pos. | Equipos      | G        | E        | P        | PF     | PC     | DP     | Pts. |
| ---- | ------------ | -------- | -------- | -------- | ------ | ------ | ------ | ---- |
| 1.°  | Buenos Aires | 5        | 0        | 0        | 157    | 127    | +30    | 20   |
| 2.°  | Tucumán      | 4        | 0        | 1        | 164    | 94     | +70    | 19   |
| 3.°  | Córdoba      | 2        | 0        | 3        | 144    | 144    | +0     | 11   |
| 4.°  | Salta        | 2        | 0        | 3        | 136    | 166    | -30    | 9    |
| 5.°  | Cuyo         | 1        | 0        | 4        | 115    | 154    | -39    | 8    |
| 6.°  | Rosario      | 1        | 0        | 4        | 147    | 178    | -31    | 7    |

|  | Campeón                                                   |
|  | Juega por la permanencia con ganador de la Zona Ascenso A |

Primera fecha
| 4 de noviembre | Buenos Aires | 24 - 23 | Tucumán | Club Newman, Benavídez                 |                                        |
|                |              | Reporte |         | Árbitro(s): Emilio Traverso (Santa Fe) | Árbitro(s): Emilio Traverso (Santa Fe) |

| 4 de noviembre | Cuyo | 16 - 22 | Córdoba | Marista Rugby Club, Luján de Cuyo           |                                             |
|                |      | Reporte |         | Árbitro(s): Federico Anselmi (Buenos Aires) | Árbitro(s): Federico Anselmi (Buenos Aires) |

| 4 de noviembre | Salta | 28 - 32 | Rosario | Jockey Club (S), Salta             |                                    |
|                |       | Reporte |         | Árbitro(s): Claudio Antonio (Cuyo) | Árbitro(s): Claudio Antonio (Cuyo) |

Segunda fecha
| 11 de noviembre | Cuyo | 23 - 27 | Salta | Los Tordos RC, Guaymallén              |                                        |
|                 |      | Reporte |       | Árbitro(s): Emilio Traverso (Santa Fe) | Árbitro(s): Emilio Traverso (Santa Fe) |

| 11 de noviembre | Rosario | 33 - 38 | Buenos Aires | Gimnasia y Esgrima (R), Rosario          |                                          |
|                 |         | Reporte |              | Árbitro(s): Santiago Altobelli (Tucumán) | Árbitro(s): Santiago Altobelli (Tucumán) |

| 11 de noviembre | Tucumán | 23 - 16 | Córdoba | Tucumán Lawn Tennis, Tucumán            |                                         |
|                 |         | Reporte |         | Árbitro(s): Pablo Deluca (Buenos Aires) | Árbitro(s): Pablo Deluca (Buenos Aires) |

Tercera fecha
| 18 de noviembre | Tucumán | 55 - 13 | Cuyo | Tucumán Lawn Tennis, Tucumán                    |                                                 |
|                 |         | Reporte |      | Árbitro(s): Juan Pablo Federico (Mar del Plata) | Árbitro(s): Juan Pablo Federico (Mar del Plata) |

| 18 de noviembre | Córdoba | 46 - 40 | Rosario | Tala Rugby Club, Córdoba           |                                    |
|                 |         | Reporte |         | Árbitro(s): Claudio Antonio (Cuyo) | Árbitro(s): Claudio Antonio (Cuyo) |

| 18 de noviembre | Buenos Aires | 40 - 22 | Salta | Hindú Club, Don Torcuato               |                                        |
|                 |              | Reporte |       | Árbitro(s): Damián Schneider (Rosario) | Árbitro(s): Damián Schneider (Rosario) |

Cuarta fecha
| 25 de noviembre | Cuyo | 43 - 25 | Rosario | Marista Rugby Club, Luján de Cuyo      |                                        |
|                 |      | Reporte |         | Árbitro(s): Álvaro del Barco (Tucumán) | Árbitro(s): Álvaro del Barco (Tucumán) |

| 25 de noviembre | Salta | 24 - 40 | Tucumán | Jockey Club (S), Salta                      |                                             |
|                 |       | Reporte |         | Árbitro(s): Federico Anselmi (Buenos Aires) | Árbitro(s): Federico Anselmi (Buenos Aires) |

| 25 de noviembre | Córdoba | 29 - 30 | Buenos Aires | Tala Rugby Club, Córdoba             |                                      |
|                 |         | Reporte |              | Árbitro(s): Juan Sylvestre (Rosario) | Árbitro(s): Juan Sylvestre (Rosario) |

Quinta fecha
| 2 de diciembre | Buenos Aires | 25 - 20 | Cuyo | Club Newman, Benavídez                       |                                              |
|                |              | Reporte |      | Árbitro(s): Juan Pablo Spirandelli (Rosario) | Árbitro(s): Juan Pablo Spirandelli (Rosario) |

| 2 de diciembre | Salta | 35 - 31 | Córdoba | Jockey Club (S), Salta                   |                                          |
|                |       | Reporte |         | Árbitro(s): Santiago Altobelli (Tucumán) | Árbitro(s): Santiago Altobelli (Tucumán) |

| 2 de diciembre | Rosario | 17 - 23 | Tucumán | Jockey Club (R), Rosario                    |                                             |
|                |         | Reporte |         | Árbitro(s): Federico Anselmi (Buenos Aires) | Árbitro(s): Federico Anselmi (Buenos Aires) |

|                          |
| Buenos Aires Campeón     |
| Trigésimo-séptimo título |

## Zona Ascenso A
| Pos. | Equipos       | Partidos | Partidos | Partidos | Tantos | Tantos | Tantos | Pts. |
| Pos. | Equipos       | G        | E        | P        | PF     | PC     | DP     | Pts. |
| ---- | ------------- | -------- | -------- | -------- | ------ | ------ | ------ | ---- |
| 1.°  | Mar del Plata | 5        | 0        | 0        | 147    | 68     | +79    | 21   |
| 2.°  | Nordeste      | 4        | 0        | 1        | 160    | 109    | +51    | 19   |
| 3.°  | Uruguay XV    | 3        | 0        | 2        | 107    | 121    | -14    | 13   |
| 4.°  | Entre Ríos    | 2        | 0        | 3        | 128    | 125    | +3     | 10   |
| 5.°  | Santa Fe      | 1        | 0        | 4        | 145    | 149    | -4     | 7    |
| 6.°  | Sur           | 0        | 0        | 5        | 70     | 185    | -115   | 1    |

|  | Juega por el ascenso contra el último de la Zona Campeonato |
|  | Juega por la permanencia con ganador de la Zona Ascenso B   |

Primera fecha
| 4 de noviembre | Nordeste | 43 - 22 | Uruguay XV | Taragüy Rugby Club, Corrientes           |                                          |
|                |          | Reporte |            | Árbitro(s): Santiago Altobelli (Tucumán) | Árbitro(s): Santiago Altobelli (Tucumán) |

| 4 de noviembre | Entre Ríos | 20 - 31 | Mar del Plata | Paraná Rowing Club, Paraná                     |                                                |
|                |            | Reporte |               | Árbitro(s): Juan Pablo Federico (Buenos Aires) | Árbitro(s): Juan Pablo Federico (Buenos Aires) |

| 4 de noviembre | Santa Fe | 49 - 12 | Sur | Santa Fe Rugby Club, Santa Fe            |                                          |
|                |          | Reporte |     | Árbitro(s): Esteban Filipanics (Córdoba) | Árbitro(s): Esteban Filipanics (Córdoba) |

Segunda fecha
| 11 de noviembre | Entre Ríos | 40 - 27 | Santa Fe | Club Tilcara, Paraná                   |                                        |
|                 |            | Reporte |          | Árbitro(s): Álvaro del Barco (Tucumán) | Árbitro(s): Álvaro del Barco (Tucumán) |

| 11 de noviembre | Sur | 27 - 28 | Nordeste | Club Universitario, Bahía Blanca           |                                            |
|                 |     | Reporte |          | Árbitro(s): Pablo Casellas (Mar del Plata) | Árbitro(s): Pablo Casellas (Mar del Plata) |

| 11 de noviembre | Uruguay XV | 5 - 24  | Mar del Plata | Carrasco Polo Club, Montevideo               |                                              |
|                 |            | Reporte |               | Árbitro(s): Juan Pablo Spirandelli (Rosario) | Árbitro(s): Juan Pablo Spirandelli (Rosario) |

Tercera fecha
| 18 de noviembre | Uruguay XV | 22 - 15 | Entre Ríos | Paysandú Golf Club, Paysandú         |                                      |
|                 |            | Reporte |            | Árbitro(s): Enrique Platais (Brasil) | Árbitro(s): Enrique Platais (Brasil) |

| 18 de noviembre | Mar del Plata | 45 - 13 | Sur | Mar del Plata Club, Mar del Plata    |                                      |
|                 |               | Reporte |     | Árbitro(s): Juan Sylvestre (Rosario) | Árbitro(s): Juan Sylvestre (Rosario) |

| 18 de noviembre | Nordeste | 39 - 23 | Santa Fe | Taragüy Rugby Club, Corrientes              |                                             |
|                 |          | Reporte |          | Árbitro(s): Matías Ortiz de Rosas (Tucumán) | Árbitro(s): Matías Ortiz de Rosas (Tucumán) |

Cuarta fecha
| 25 de noviembre | Entre Ríos | 36 - 5  | Sur | CA Estudiantes, Paraná                    |                                           |
|                 |            | Reporte |     | Árbitro(s): Mauricio Escalante (Misiones) | Árbitro(s): Mauricio Escalante (Misiones) |

| 25 de noviembre | Santa Fe | 26 - 31 | Uruguay XV | Universitario (SF), Santa Fe               |                                            |
|                 |          | Reporte |            | Árbitro(s): Pablo Casellas (Mar del Plata) | Árbitro(s): Pablo Casellas (Mar del Plata) |

| 25 de noviembre | Mar del Plata | 20 - 10 | Nordeste | San Ignacio Rugby, Mar del Plata               |                                                |
|                 |               | Reporte |          | Árbitro(s): Juan Pablo Federico (Buenos Aires) | Árbitro(s): Juan Pablo Federico (Buenos Aires) |

Quinta fecha
| 2 de diciembre | Nordeste | 40 - 17 | Entre Ríos | Sixty Rugby Club, Resistencia          |                                        |
|                |          | Reporte |            | Árbitro(s): Emilio Traverso (Santa Fe) | Árbitro(s): Emilio Traverso (Santa Fe) |

| 2 de diciembre | Santa Fe | 20 - 27 | Mar del Plata | CRAI, Santa Fe                           |                                          |
|                |          | Reporte |               | Árbitro(s): Esteban Filipanics (Córdoba) | Árbitro(s): Esteban Filipanics (Córdoba) |

| 2 de diciembre | Sur | 13 - 27 | Uruguay XV | Club El Nacional, Bahía Blanca      |                                     |
|                |     | Reporte |            | Árbitro(s): Agustín Monje (Rosario) | Árbitro(s): Agustín Monje (Rosario) |

|                       |
| Mar del Plata Ganador |
| Zona Ascenso A        |

### Clasificación a Zona Campeonato
El partido por la permanencia fue suspendido a los 38 minutos del primer tiempo debido a una fuerte tormenta eléctrica. El seleccionado de la Unión de Rugby de Rosario se imponía 7-0 ante los locales.
| 16 de diciembre | Mar del Plata | Susp.   | Rosario | Mar del Plata Club, Mar del Plata  |                                    |
|                 |               | Reporte |         | Árbitro(s): Claudio Antonio (Cuyo) | Árbitro(s): Claudio Antonio (Cuyo) |

En febrero de 2018, la Unión Argentina de Rugby decidió que se disputen los 42 minutos restantes el 7 de julio de 2018, en dos tiempos de 21 minutos cada uno. Posteriormente, las uniones de Mar del Plata y Rosario llegaron a un acuerdo en abril y decidieron que el partido se juegue el 4 de agosto, disputándose en su totalidad y comenzando 0-0.
| 4 de agosto de 2018 | Mar del Plata | vs. | Rosario | Mar del Plata Club, Mar del Plata |  |

## Zona Ascenso B
| Pos. | Equipos         | Partidos | Partidos | Partidos | Tantos | Tantos | Tantos | Pts. |
| Pos. | Equipos         | G        | E        | P        | PF     | PC     | DP     | Pts. |
| ---- | --------------- | -------- | -------- | -------- | ------ | ------ | ------ | ---- |
| 1.°  | Sgo. del Estero | 5        | 0        | 0        | 200    | 132    | +68    | 23   |
| 2.°  | Alto Valle      | 4        | 0        | 1        | 189    | 86     | +103   | 19   |
| 3.°  | Oeste           | 2        | 0        | 3        | 127    | 158    | -31    | 10   |
| 4.°  | San Juan        | 2        | 0        | 3        | 137    | 170    | -33    | 9    |
| 5.°  | Chubut          | 1        | 0        | 4        | 114    | 143    | -29    | 7    |
| 6.°  | Austral         | 1        | 0        | 4        | 116    | 194    | -78    | 4    |

|  | Juega por el ascenso contra el último de la Zona Ascenso A |
|  | Desciende a la Zona Desarrollo "Súper 9" 2016              |

Primera fecha
| 4 de noviembre | Alto Valle | 63 - 12 | Austral | Neuquén Rugby Club, Neuquén                |                                            |
|                |            | Reporte |         | Árbitro(s): Tulio Marchetto (Buenos Aires) | Árbitro(s): Tulio Marchetto (Buenos Aires) |

| 4 de noviembre | Santiago del Estero | 47 - 35 | Chubut | Santiago Lawn Tennis, Santiago del Estero |                                           |
|                |                     | Reporte |        | Árbitro(s): Mauricio Escalante (Misiones) | Árbitro(s): Mauricio Escalante (Misiones) |

| 5 de noviembre | San Juan | 17 - 23 | Oeste | San Juan Rugby Club, San Juan               |                                             |
|                |          | Reporte |       | Árbitro(s): Matías Ortíz de Rozas (Tucumán) | Árbitro(s): Matías Ortíz de Rozas (Tucumán) |

Segunda fecha
| 11 de noviembre | Santiago del Estero | 35 - 21 | San Juan | Old Lions RC, Santiago del Estero        |                                          |
|                 |                     | Reporte |          | Árbitro(s): Esteban Filipanics (Córdoba) | Árbitro(s): Esteban Filipanics (Córdoba) |

| 11 de noviembre | Oeste | 12 - 46 | Alto Valle | Club Los Miuras, Junín                        |                                               |
|                 |       | Reporte |            | Árbitro(s): Juan Manuel Aleman (Buenos Aires) | Árbitro(s): Juan Manuel Aleman (Buenos Aires) |

| 11 de noviembre | Austral | 20 - 13 | Chubut | Calafate Rugby Club, Comodoro Rivadavia         |                                                 |
|                 |         | Reporte |        | Árbitro(s): Juan Pablo Federico (Mar del Plata) | Árbitro(s): Juan Pablo Federico (Mar del Plata) |

Tercera fecha
| 18 de noviembre | Austral | 24 - 39 | Santiago del Estero | Calafate Rugby Club, Comodoro Rivadavia    |                                            |
|                 |         | Reporte |                     | Árbitro(s): Tulio Marchetto (Buenos Aires) | Árbitro(s): Tulio Marchetto (Buenos Aires) |

| 18 de noviembre | Chubut | 19 - 18 | Oeste | Trelew Rugby Club, Trelew                 |                                           |
|                 |        | Reporte |       | Árbitro(s): Federico Japas (Buenos Aires) | Árbitro(s): Federico Japas (Buenos Aires) |

| 18 de noviembre | Alto Valle | 47 - 17 | San Juan | Marabunta Rugby Club, Cipolletti |                                  |
|                 |            | Reporte |          | Árbitro(s): Juan Gómez (Córdoba) | Árbitro(s): Juan Gómez (Córdoba) |

Cuarta fecha
| 25 de noviembre | Santiago del Estero | 47 - 38 | Oeste | Old Lions RC, Santiago del Estero        |                                          |
|                 |                     | Reporte |       | Árbitro(s): Esteban Filipanics (Córdoba) | Árbitro(s): Esteban Filipanics (Córdoba) |

| 25 de noviembre | San Juan | 43 - 31 | Austral | UNSJ, San Juan                          |                                         |
|                 |          | Reporte |         | Árbitro(s): Juan Manuel Martínez (Cuyo) | Árbitro(s): Juan Manuel Martínez (Cuyo) |

| 25 de noviembre | Chubut | 13 - 19 | Alto Valle | Bigornia Club, Rawson                          |                                                |
|                 |        | Reporte |            | Árbitro(s): Nehuén Jauri Rivero (Buenos Aires) | Árbitro(s): Nehuén Jauri Rivero (Buenos Aires) |

Quinta fecha
| 2 de diciembre | Alto Valle | 14 - 32 | Santiago del Estero | Roca Rugby Club, General Roca             |                                           |
|                |            | Reporte |                     | Árbitro(s): Federico Japas (Buenos Aires) | Árbitro(s): Federico Japas (Buenos Aires) |

| 2 de diciembre | San Juan | 39 - 34 | Chubut | San Juan Rugby Club, San Juan         |                                       |
|                |          | Reporte |        | Árbitro(s): Víctor Riera (Alto Valle) | Árbitro(s): Víctor Riera (Alto Valle) |

| 2 de diciembre | Oeste | 36 - 29              | Austral | Club Los Miuras, Junín           |                                  |
|                |       | p.28 Reporte Reporte |         | Árbitro(s): Joaquín Lobato (Sur) | Árbitro(s): Joaquín Lobato (Sur) |

| Bandera de la Provincia de Santiago del Estero |
| Santiago del Estero Ganador                    |
| Zona Ascenso B                                 |

### Clasificación a Zona Ascenso A
| 16 de diciembre | Santiago del Estero | 38 - 31 | Sur | Santiago Lawn Tennis, Santiago del Estero    |                                              |
|                 |                     | Reporte |     | Árbitro(s): Juan Pablo Spirandelli (Rosario) | Árbitro(s): Juan Pablo Spirandelli (Rosario) |

## Zona Desarrollo (Súper 9)
El torneo Súper 9 se llevó a cabo en Córdoba el 3 y 5 de noviembre en las instalaciones de Jockey Club de Córdoba. La Unión de Rugby de Tierra del Fuego se quedó con el torneo, ganando la Copa de Oro ante la Unión de Rugby de Misiones y Unión de Rugby de los Lagos del Sur.
| 1.° | Tierra del Fuego | 4 | 0 | 0 | 104 | 28  | +76  |
| 2.° | Misiones         | 3 | 0 | 1 | 71  | 40  | +31  |
| 3.° | Lagos del Sur    | 2 | 0 | 2 | 36  | 53  | -17  |
| 4.° | Paraguay         | 3 | 0 | 1 | 132 | 34  | +98  |
| 5.° | Formosa          | 2 | 0 | 2 | 79  | 34  | +45  |
| 6.° | Jujuy            | 1 | 0 | 3 | 29  | 75  | -46  |
| 7.° | Andina           | 2 | 0 | 2 | 141 | 32  | +109 |
| 8.° | San Luis         | 1 | 0 | 3 | 31  | 145 | -114 |
| 9.° | Santa Cruz       | 0 | 0 | 4 | 10  | 192 | -182 |

|  | Campeón Copa de Oro.    |
|  | Campeón Copa de Plata.  |
|  | Campeón Copa de Bronce. |

| Bandera de la Provincia de Tierra del Fuego |
| Tierra del Fuego Campeón Súper 9            |
| Primer título                               |